# Christian de Cort
Christian de Cort, auch Chrétien de Cort, (* 1608/1609 in Hilvarenbeek (Nordbrabant); † 24. Oktober 1669 auf Nordstrand) war ein katholischer Priester und Erbauer der St.-Theresien-Kirche auf Nordstrand.

## Leben
Christian de Cort war der Sohn des Sekretärs Bartholomäus de Cort und dessen Ehefrau Adriana Gorop. In seiner Ausbildung zum Priester wurde er u. a. von dem Reformtheologen Cornelius Jansen stark beeinflusst. Auch nach Jansens Tod hielt er Kontakt zu jansenistischen Theologen und zu dem Kloster Port Royal des Champs, das als Zentrum der Reformbewegung galt. 1630 trat er der 1626 gegründeten Weltpriesterkongregation Oratorium Belgicum in Löwen bei. Später wurde er Priester an der St.-Johannes-Kirche in Mechelen und Superior des dortigen Oratoriums und schließlich 1654 Propst.
1648 wurde de Corts Heimat im Westfälischen Frieden der Republik der Sieben Vereinigten Niederlande zugeteilt. Der Katholizismus war dort nunmehr verboten. Gleichzeitig war der Jansenismus im absolutistischen Frankreich zunehmenden Verfolgungen ausgesetzt.

### Nordstrand
1652 erließ der Gottorfer Herzog Friedrich III. einen Oktroy, um die Überreste der 1634 in der Burchardiflut untergegangenen Insel Strand neu einzudeichen. Der Oktroy beinhaltete auch das Recht freier Religionsausübung für Katholiken, Calvinisten und Mennoniten im evangelisch-lutherischen Herzogtum Schleswig-Holstein-Gottorf, um auf diese Weise erfahrene und finanzkräftige Deichbauer aus den Niederlanden anzulocken. Drei der ersten vier Hauptpartizipanten waren mit Christian de Cort verwandt oder verschwägert und hingen ebenso wie er dem Jansenismus an: Der Deichgraf Quirinus Indervelden war mit de Corts Nichte verheiratet, Alewijn van der Woert war sein Schwager und Abraham van der Wercken sein Neffe.
Bereits die Gewinnung des ersten Koogs 1654 überschritt die Geldmittel der Partizipanten. De Cort trat als fünfter Hauptpartizipant dazu und kaufte den anderen Teilhabern den Zehnt ab. Dafür wurde de Cort die Verantwortung für die seelsorgerliche und schulische Betreuung der Bevölkerung des neuen Koogs, zumeist wie die Oktroynehmer selbst aus dem katholischen Brabant stammende Deicharbeiter, übertragen. Möglicherweise sah de Cort in der vom Gottorfer Herzog erteilten Religionsfreiheit für die katholischen Deichbauer eine Chance, seine Religion in Freiheit leben und ausbreiten zu können, als er aus eigenen Mitteln und denen des Oratoriums den Zehnt erwarb. Noch im selben Jahr 1654 wurde die katholische Gemeinde auf Nordstrand gegründet und de Cort schickte einen Priester, seinen Neffen Johannes Heys, zu deren Betreuung. 1655 begab sich de Cort selbst als Bevollmächtigter der Partizipanten und Direktor der Insel nach Nordstrand. Für die Oratorianerpatres, die er auf die Insel holte, ließ er ein Haus bauen, in dessen Kapelle zunächst die Gottesdienste gefeiert wurden. Mit dem Kaufpreis für den Zehnt konnten die nötigen Reparaturen des durch eine Sturmflut 1655 beschädigten neuen Deichs finanziert werden.
1656 verkaufte der vierte Hauptpartizipant Josef de Smit im Streit mit den Mitpartizipanten seinen Anteil an de Cort. Daraufhin befand sich die gesamte Insel im Besitz von de Corts Verwandtschaft. Als Direktor war de Cort nun allein verantwortlich für die weiteren Eindeichungen. Er verkaufte Land und gewann weitere Geldgeber, darunter zahlreiche Jansenisten wie Antoine Arnauld, Pierre Nicole und Johannes von Neercassel, den Apostolischen Vikar von Batavia, so dass 1657 die Eindeichung des Maria-Elisabeth-Koogs (heute: Osterkoog) abgeschlossen werden konnte.

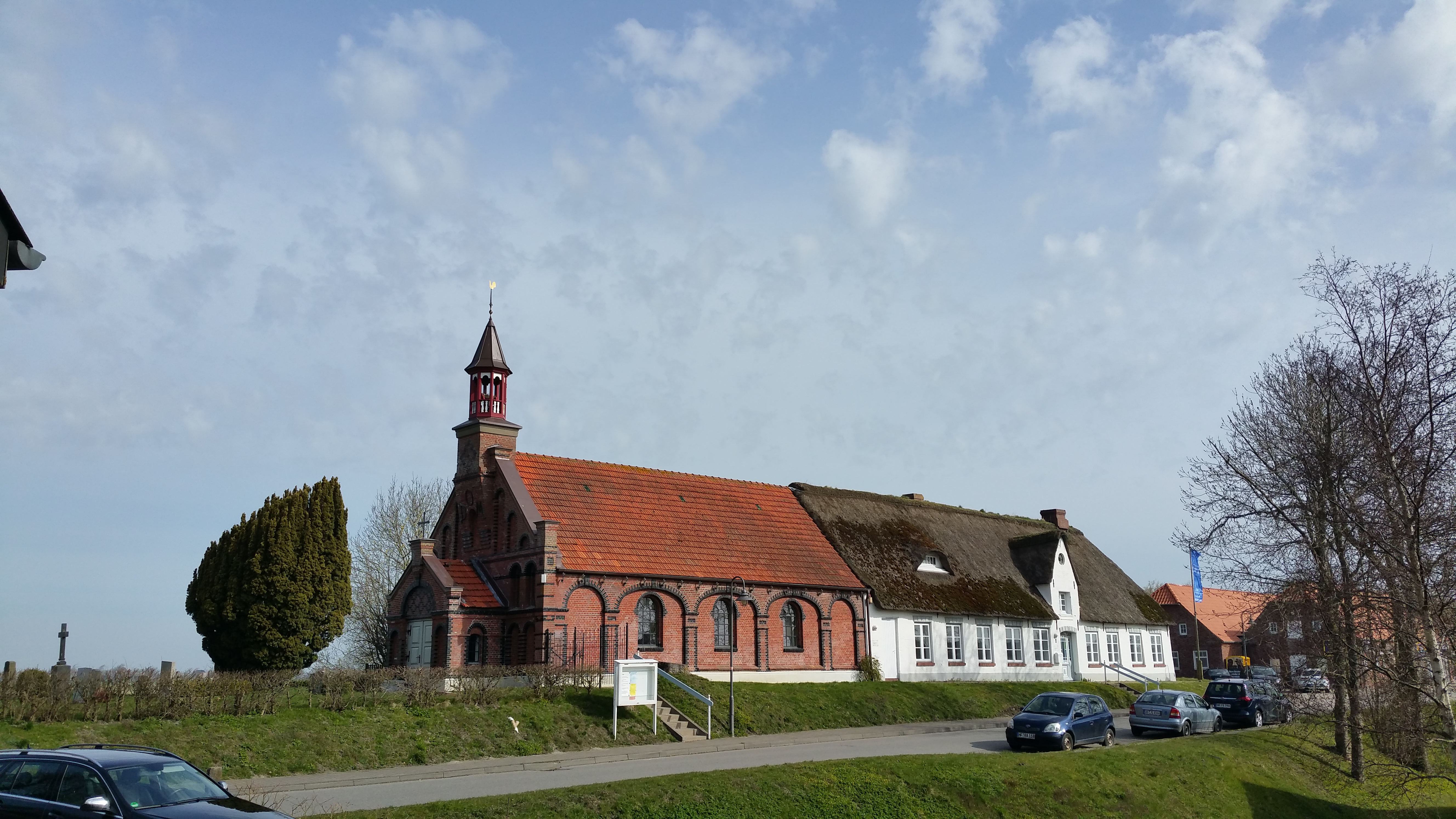
Die St.-Theresien-Kirche auf dem Osterdeich

1662 wurde die St.-Theresien-Kirche auf dem Osterdeich an der Schnittstelle der drei Köge erbaut. Die Auswahl der heiligen Theresia von Avila und der erst fünf Jahre zuvor verstorbenen „heiligen Nonne von Oirschot“, der Karmeliterin Maria van Valkenisse (1605–1658), als Kirchenpatroninnen geht wahrscheinlich auch auf ihn zurück, denn seine Verwandte Anna de Cort war zusammen mit Maria van Valkenisse Gründerin des Karmels in Oirschot gewesen.
Die Kosten der erfolgreichen Landgewinnung überstiegen jedoch auch seine Mittel. Noch ehe die Eindeichung des Trindermarsch-Koog 1663 in Angriff genommen wurde, kehrte De Cort 1662 an seine Pfarrstelle in Mechelen zurück. Seine mit hohen Schulden belasteten privaten Anteile einschließlich des Zehnts, der Hauptpartizipantenschaft und der Kirche überließ er 1664 dem Oratorium, das dafür für seine Schulden aufkommen und die Verantwortung für die Kirchengemeinde übernehmen sollte. Er selbst war dadurch nicht nur vollkommen mittellos, sondern galt nach wie vor als Schuldner.

### Antoinette Bourignon
In Mechelen lernte er 1663 die Mystikerin Antoinette Bourignon kennen, fand in ihr eine Gleichgesinnte und beteiligte sich als ihr „geistlicher Sohn“ an ihren Schriften. Er brachte ihr wichtigstes Werk La lumière du monde in Amsterdam heraus, das im Gespräch mit ihm entstand war. Mit ihr zusammen wollte er auf Nordstrand eine Gemeinschaft der vollkommenen Christen nach dem Vorbild der Urgemeinde gründen. Auch sie beteiligte sich finanziell an dem Nordstrander Unternehmen, wofür ihr ein Anteil am Osterkoog zugesprochen wurde.
1668 kehrte de Cort nach Nordstrand zurück und beantragte die Aufhebung des Kaufvertrags und die Wiedereinsetzung in sein Amt. Das wurde ihm zwar von Herzog Christian Albrecht gewährt, scheiterte jedoch am Widerstand der Hauptpartzipanten. De Cort reiste nach Amsterdam, um neue Hauptpartizipanten zu gewinnen, wurde aufgrund seiner hohen Schulden jedoch festgenommen. Auf Intervention des Gottorfer Herzogs freigelassen, kehrte er nach Nordstrand zurück, wo ihn am 28. Oktober 1669 vor dem Altar der Theresienkirche laut Kirchenbuch als braver katholischer Priester und Director Nordstrandiae starb. In seinem Testament hatte er Antoinette Bourignon als Haupterbin eingesetzt. Wenngleich seine Hinterlassenschaft nur aus Schulden bestand, versuchte Bourignon sich 1671 auf Nordstrand niederzulassen. Doch obwohl sie 1675 mit Confessio Norstrandico ihre Rechtgläubigkeit beweisen wollte, wurden ihre Ansprüche nicht anerkannt.